# Microdytes hainanensis
Microdytes hainanensis är en skalbaggsart som beskrevs av Wewalka 1997. Microdytes hainanensis ingår i släktet Microdytes och familjen dykare. Inga underarter finns listade i Catalogue of Life.